# Jovinus
Jovinus († 413) byl galorománský senátor a západořímský uzurpátor, který v letech 411 až 413 vedl v Galii povstání proti císaři Honoriovi.
V červenci nebo srpnu 411, krátce před potlačením uzurpace Konstantina III., se Jovinus nechal prohlásit za císaře, k čemuž došlo nejspíše v hornogermánském městě Mogontiacum (dnešní Mohuč). Podporu mu vyjádřili příslušníci lokální galské aristokracie, včetně někdejších Konstantinových stoupenců přeživších jeho porážku, což nasvědčuje přetrvávající neochotě galorománských elit akceptovat Honoriovu vládu. Z vojenského hlediska se opíral o Burgundy vedené Gundaharem a Alany v čele s králem Goarem. V doprovodu kontingentů franských a alamanských foederati postoupil do jižní Galie, aniž by narazil na vážnější odpor. Honoriovo vojsko, jemuž velel generál Constantius, se po Konstantinově kapitulaci v Arelate (Arles) stáhlo zpět do Itálie, ohrožované Vizigóty. Jovinus díky tomu opanoval značnou část Galie a kromě jiných se mu poddala města Trevery (Trevír), Lugdunum (Lyon), Arelate a Valentia (Valence), jíž si zvolil za své sídlo. Jižní pobřeží Galie nadále spravoval Honoriův pretoriánský prefekt Claudius Postumus Dardanus, kdežto severozápadní oblasti nepodléhaly autoritě žádného z císařů. Protože neusiloval o rozšíření své moci do Británie či Hispánie, území jím kontrolované nedosahovalo velikosti Konstantinovy domény.
Počátkem roku 412 Vizigóti pod vedením Athaulfa překročili Alpy a vstoupili do Galie. Athaulf se na radu sesazeného uzurpátora Priska Attala rozhodl přidat na stranu Jovina, jehož ale příchod této nenadálé pomoci nepříjemně překvapil. Zatímco probíhalo nesnadné jednání mezi Jovinem a Athaulfem, gótský velitel Sarus, působící dříve v Honoriových službách, se odebral do Galie, aby se rovněž připojil k Jovinovi. Sarus byl však úhlavním protivníkem Athaulfa, který ho proto dal dopadnout a usmrtit. Vzájemné napětí se ještě prohloubilo, když Jovinus ustavil bez Athaulfova souhlasu svého bratra Sebastiana za svého spolucísaře. Athaulf se následně dohodl s Honoriovými lidmi a vypravil se proti Jovinovi. Nejprve porazil a zabil Sebastiana a vzápětí sevřel Jovina ve Valentii. Jovinus se nakonec vzdal Athaulfovi, jenž svého zajatce vydal do Narbo (Narbonne). Dardanus ho tam v létě 413 přikázal setnout a jeho hlavu poslal císaři do Ravenny. Mnozí z Jovinových galských přívrženců poté skončili na popravišti.